# Gusev (cratera)

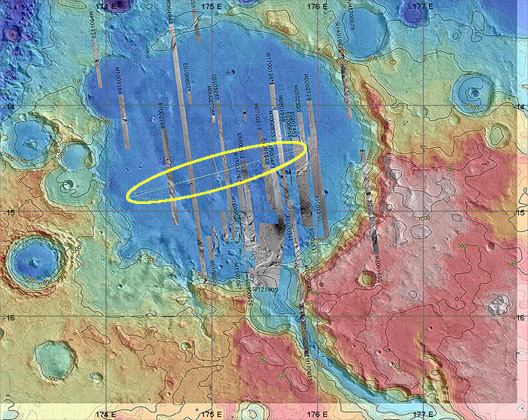
A elipse amarela indicada na figura, representa a área de pouso do aterrizador Spirit. Regiões em vermelho e amareloindicam terras altas. Verde e azul indicam terras baixas

Gusev é uma gigantesca cratera de Marte, que tem cerca de 170 quilômetros de diâmetro e que se acredita tenha sido formada há cerca de 3 a 4 bilhões de anos. Esta cratera é de interesse, pois é nela em que um dos veículos exploradores geológico de Marte, o Spirit, pousou. O pouso foi em 3 de janeiro de 2004. A cratera está situada no hemisfério meridional de Marte nas coordenadas 14,6° latitude sul e 175,3° longitude leste.
A cratera recebeu este nome em 1976, em homenagem a um famoso astrônomo russo chamado Matvei Gusev (1826–1866).
Imagens obtidas de sondas espaciais, indicam que a Cratera de Gusev tenha sido no passado, o leito de um grande lago e que era alimentado por um rio, que interligava esta cratera a um suposto mar, que estava situado mais ao sul a cerca de a uns 700 km de distancia. Desta forma, nela se espera que sejam encontrados indícios de existência de água, no distante passado de Marte.
Porém depósitos vulcânicos sobre esta área cobriram qualquer evidência do antigo lago e os cientistas esperam que algum evento, como o impacto de um meteorito ou mesmo da movimentação do solo devido a alguma força geológica, tenho movido as rochas do fundo para que o Spirit possa analisa-las.
O profundo vale que interliga esta cratera aos supostos mares do sul se denomina Ma'adim Vallis. É um dos mais sinuosos e profundos vales de Marte.
Imagem da região obtida por satélites, indicam que a água corria para o norte, saindo dos mares do sul, dirigindo-se para a Cratera de Gusev.
Certas formações do terreno na boca de Ma'adim Vallis, situados na entrada da cratera Gusev, assemelham-se aos deltas de rios terrestres. Estas formações na Terra levam centenas de milhares de anos a serem formadas, sugerindo que a água corria em Marte por longos períodos de tempo.
O veículo Spirit especificamente achou duas rochas que demonstram terem sofrida a ação da água, Pote de Ouro e Clovis porém observando as inúmeras fotos tiradas pelo veículo, de uma maneira geral, visualmente esta região não demonstra claramente ter sofrido a ação da água.
Uma outra dificuldade encontrada pelo veículo Spirit é a camada de sedimentos que cobre a região, ocultando os afloramentos rochosos, que são as rochas que devam conter mais claramente, indícios da ação da água.